# Белая Кобыла
Белая Кобыла — гора в Украинских Карпатах, в массиве Покутско-Буковинские Карпаты. Расположена в пределах Верховинского района Ивано-Франковской области, на север от пгт  Верховина и на западе от села Бережница.
Высота 1476,9 м (по другим данным — 1479 м). Гора массивная, имеет форму короткого хребта, простирается с юго-востока на северо-запад. Вершина незалесненная, склоны крутые (особенно северо-восточные), частично поросшие лесом. К юго-западу расположена гора Габорянска (1444 м), на север — гора Грегит (1472 м).
Ближайшие населенные пункты: пгт  Верховина, село Бережница.